# Sala Khaliq Deena

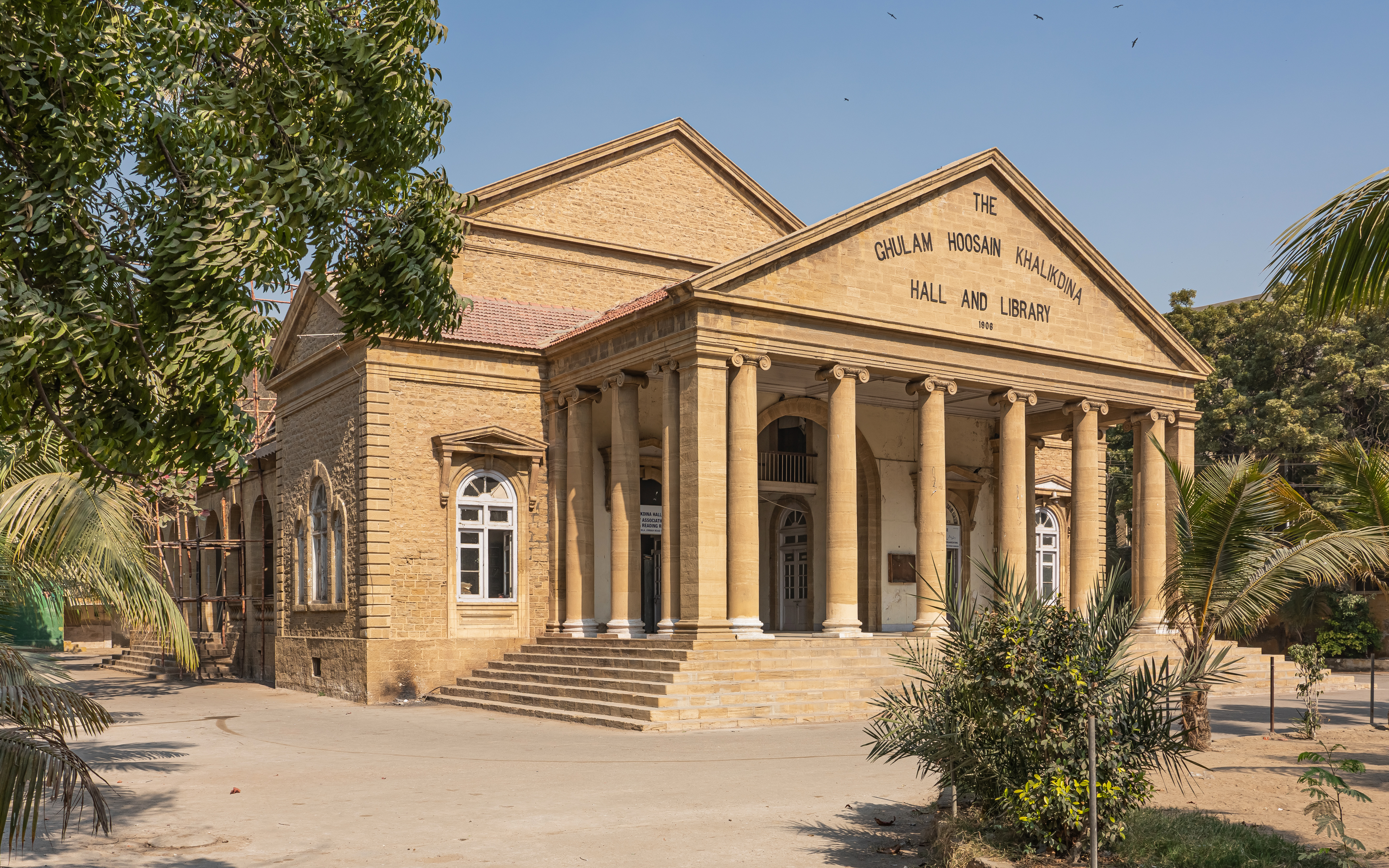
Sala Khaliq Deena

La sala Khaliq Deena (Urdu: خالق دینا ہال) si trova a Karachi, Sindh, Pakistan. Il suo nome completo è Ghulam Hoosain Khaliqdina Hall. Ha una sala che viene utilizzata per vari eventi e funzioni. Una sala è dedicata a una biblioteca e una stanza è utilizzata come un ufficio di una ONG.
La sala Khaliq Deena detiene un significato importante, in quanto venne utilizzata dalle autorità britanniche nel 1921 come un tribunale per giudicare Maulana Shaukat Ali e Maulana Mohammad Ali del Movimento Khilafat.
È stato restaurato nel 2002 dal Karachi Metropolitan Corporation.